# شیائومی می ۱۱
شیائومی می ۱۱ (انگلیسی: Xiaomi Mi 11) یک تلفن هوشمند مبتنی بر اندروید است که توسط شیائومی ساخته شده‌است. می ۱۱ در ۲۸ دسامبر ۲۰۲۰ معرفی و در ۱ ژانویه ۲۰۲۱ به بازار عرضه شد.و در اوایل ورود به ایران طرفدار های زیادی نیز پیدا کرد. این گوشی بارم های۶و۸ عرضه و نمایی شد

## نسخه‌ها

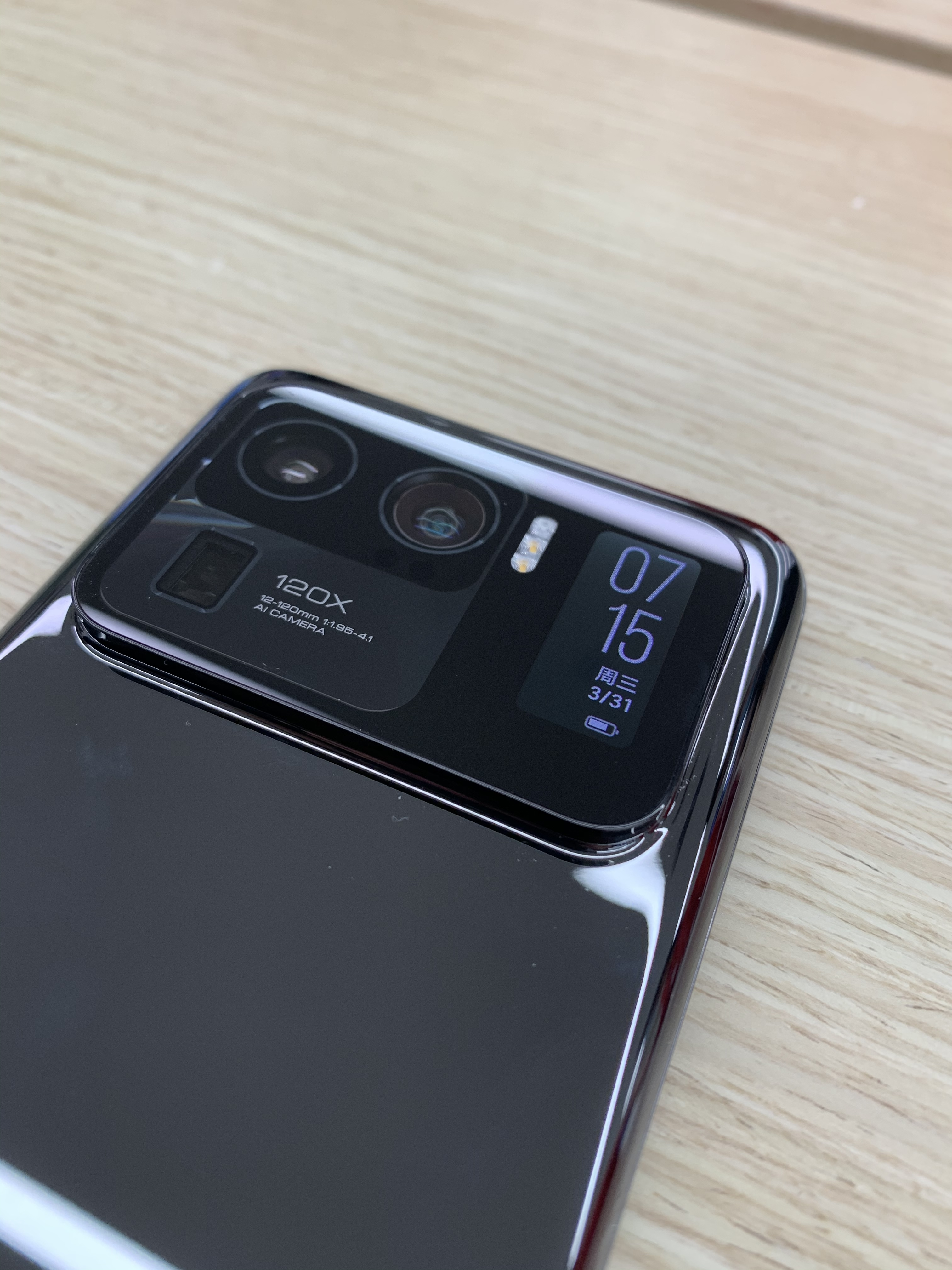
نمایشگر دوم شیائومی می ۱۱ اولترا

علاوه بر می ۱۱، شیائومی گوشی‌های می ۱۱ پرو و می ۱۱ اولترا را در ۲۹ مارس ۲۰۲۱ در چین و در آوریل ۲۰۲۱ در جهان عرضه کرد.
می ۱۱ پرو و اولترا قوی‌ترین پرچمداران سال ۲۰۲۱ شیائومی هستند و از سیستم روی یک تراشه کوالکام اسنپ‌دراگون ۸۸۸ استفاده می‌کنند، همچنین اولین گوشی‌هایی هستند که از باتری سیلیکون-اکسیژن بهره می‌برند. می ۱۱ اولترا علاوه بر نمایشگر جلوی گوشی، یک نمایشگر کوچک در پشت گوشی نیز دارد.